# Sama (Llangréu)
Sama és una parròquia asturiana i un dels sis districtes en què es divideix el conceyu de Llangréu. El conjunt de la parròquia i el districte urbà ocupa una extensió de 5,47 km. El districte de Sama és el de major població de la ciutat després de La Felguera, amb 11.141 habitants (2006).
El principal nucli comercial de Sama és la carrer Dorado. A la vora del Riu Nalón hi ha un parc de planta similar els de la conca del Nalón, el parque Dorado. L'església parroquial és d'estil neogòtic, ja que va ser reconstruïda en part després de la Revolució de 1934 i dedicada a Santiago, patró de les festes locals des 1902.
A Sama s'hi troba l'ajuntament de Llangréu. Durant diversos anys va ser la capital simbòlica de la mineria espanyola, gràcies a l'auge del carbó en les comarques mineres asturianes, cosa que ha deixat empremta en diversos dels seus edificis historicistes que reflecteixen l'esplendor industrial i sobre tot comercial d'aquella època. En una capella desapareguda va ser coronat rei Aureli d'Astúries el 768.
A més de la festivitat de Sant Jaume (25 de juliol), celebra també els Huevos Pintos (Dilluns de Pasqua) i Sant Joan al barri de La Llera el 23 de juny. El mercat setmanal té lloc tots els dilluns.

## Llocs d'interès
- Església de Sant Jaume Apòstol
- Casa Consistorial
- Escuelas Dorado (Casa de la Cultura)
- Edifici del Banco Herrero
- Casa Cuca
- Casa de Los Notarios
- Plaza de España
- Edifici Casa Suárez
- Edifici Casa Cuesta
- Casino de La Montera
- Pozo Fondón i Archivo Histórico de Hunosa
- Pozo Modesta
- Puente de Los Ingleses (1895), Puente Viejo (1865) i puente de La Maquinilla (al voltant de 1890)
- Sanatori Adaro
- Parque Dorado
  - Fuente de la Samaritana
  - Kiosko de la música
  - Monument al treball
  - La Carbonera
- Centro audiovisual Cine Felgueroso
- Conservatori de Música del Nalón